# Kapitan korvete
Kapitan korvete je pomorski častniški čin (kopenski ekvivalent je major).

## Primerjava častniških stopenj
Slovenska vojska :

| Vojaški čini                |                   |                        |
| Nižji: Poročnik bojne ladje | pomorski častniki | Višji: Kapitan fregate |

Avstro-Ogrska vojna mornarica  (k.u.k. Kriegsmarine): Korvettenkapitän 

| Vojaški čini                  |                   |                        |
| Nižji: Kapitan linijske ladje | pomorski častniki | Višji: Kapitan fregate |